# Camillo Di Pietro
Camillo Di Pietro (Roma, 10 gennaio 1806 – Roma, 6 marzo 1884) è stato un cardinale e arcivescovo cattolico italiano.

## Biografia
Nacque a Roma il 10 gennaio 1806 da Domenico e da Faustina Caetani. Il padre era nipote di Michele Di Pietro, un cardinale fra i consiglieri più ascoltati di Pio VI e figlio di Panfilo, un mercante di campagna originario di Introdacqua vicino a Sulmona nell'Abruzzo aquilano.

### Formazione e ministero sacerdotale
Studiò nel Collegio Romano e vi conseguì la laurea in filosofia; passato poi nel Seminario romano, il 30 agosto 1827 ebbe l'onore di sostenere una pubblica disputa "de historia ecclesiastica" davanti a Leone XII e nel 1830 fu prescelto come oratore per i funerali di Pio VIII. A quell'epoca il Di Pietro, laureato anche in diritto canonico e civile, aveva già intrapreso quella carriera prelatizia che si sarebbe sviluppata per un decennio portandolo, attraverso una lunga serie di incarichi, al sacerdozio ed alla porpora: prelato domestico nel 1829, ponente di S. Consulta (1829-32), delegato apostolico prima ad Orvieto (1833) e quindi a Spoleto (1834-35), uditore di S. Rota dal 1835 al 1839.

### Ministero episcopale e cardinalato
Fu promosso all'Ordine dei suddiaconi, poi dei diaconi, infine dei preti; nel 1839 fu nominato arcivescovo di Berito inpartibus.
Giuseppe Gioachino Belli in un sonetto gli indirizza una invettiva ("ch'hai de pietra er cognome com'er grugno, / botte de furberia scerta in ner mazzo...") per come il giovane prelato aveva affrontato in una questione d'affari il commediografo G. Giraud.
Fu Nunzio apostolico presso la corte borbonica di Napoli e la corte portoghese a Lisbona.
Nunzio apostolico per tanti anni, fu elevato al rango di cardinale da papa Pio IX nel concistoro del 19 dicembre 1853 e nominato in pectore; la nomina fu resa pubblica nel concistoro del 16 giugno 1856. Il 17 febbraio 1857 ricevette la berretta cardinalizia con il titolo di San Giovanni a Porta Latina.
Fu trasferito alla diocesi di Porto e S. Rufina (12 marzo 1877) e poi a quella di Ostia e Velletri (15 luglio 1878).
Alla morte di Pio IX presenziò come sottodecano alla Congregazione preparatoria dell'elezione del nuovo papa. Leone XIII lo nominò camerlengo il 28 marzo 1878.
Morì il 6 marzo 1884 all'età di 78 anni.

## Genealogia episcopale e successione apostolica
La genealogia episcopale è:
- Cardinale Scipione Rebiba
- Cardinale Giulio Antonio Santori
- Cardinale Girolamo Bernerio, O.P.
- Arcivescovo Galeazzo Sanvitale
- Cardinale Ludovico Ludovisi
- Cardinale Luigi Caetani
- Cardinale Ulderico Carpegna
- Cardinale Paluzzo Paluzzi Altieri degli Albertoni
- Papa Benedetto XIII
- Papa Benedetto XIV
- Papa Clemente XIII
- Cardinale Enrico Benedetto Stuart
- Papa Leone XII
- Cardinale Chiarissimo Falconieri Mellini
- Cardinale Camillo Di Pietro

La successione apostolica è:
- Arcivescovo Angelo Antonio Scotti (1844)
- Vescovo Manuel José da Costa (1846)
- Vescovo Manuel Martins Manso (1850)
- Cardinale Mieczysław Halka Ledóchowski (1861)
- Vescovo Giovanni Battista Cerruti (1867)
- Vescovo Raffaele Ammirante (1871)
- Vescovo Paolo di Niquesa (1871)
- Arcivescovo Pietro Giovine (1871)
- Vescovo Giuseppe Moreschi (1871)
- Vescovo Antonio Izzo (1872)
- Vescovo Geremia Nicola Antonio Cosenza, O.F.M.Obs. (1872)
- Arcivescovo Domenico Guadalupi (1872)
- Arcivescovo Alessandro de Risio, C.SS.R. (1872)
- Vescovo Francesco Saverio Mangeruva (1872)
- Vescovo Giovanni Battista Alessio Tommasi (1872)
- Vescovo Gerlando Maria Genuardi (1872)
- Vescovo Giulio Metti, C.O. (1872)
- Vescovo Raffaele Bianchi (1872)
- Vescovo Giuseppe Morteo, O.F.M.Cap. (1873)
- Arcivescovo Ferdinando Capponi (1873)
- Vescovo Guido Rocca (1873)
- Vescovo Angelo Rossi (1875)
- Patriarca Placido Ralli (1882)